# Syngamoptera flavipes
Syngamoptera flavipes är en tvåvingeart som först beskrevs av Daniel William Coquillett 1898.  Syngamoptera flavipes ingår i släktet Syngamoptera och familjen husflugor. Inga underarter finns listade i Catalogue of Life.